# Карлин, Бен
Фредерик Бенджамин Карлин (англ. Frederick Benjamin Carlin; 27 июля 1912, Нортам, Австралия — 7 марта 1981, Перт, Австралия) — австралийский путешественник, первый и единственный человек, совершивший кругосветное путешествие на автомобиле-амфибии.

## Ранние годы и военная служба
Родился 27 июля 1912 года в Нортаме, штат Западная Австралия. Мать Бенджамина умерла, когда ему было четыре года, поэтому он воспитывался отцом, работавшим на железной дороге инженером-электриком. Окончил гимназию Гилфорд в городе Перте, после которой изучал горное дело в Горнорудной школе Калгурли. Получив квалификацию горного инженера работал на шахтах в Голдфилдс-Эсперанс.
Получив в 1939 году работу в Британской угольной компании, он отправился в Китай. Там Бен Карлин женился на гражданке Германии Гертруде Плат (англ. Gertrude Plath), проживавшей в Китае со своими тетей и дядей, с которой вскоре развёлся.
После начала Второй мировой войны в 1940 году Карлин переехал в Индию и поступил на службу в индийскую армию. Он был зачислен в штат Индийского армейского инженерного корпуса (англ. Indian Army Corps of Engineers). В августе 1941 года Бену Карлину было присвоено звание второго лейтенанта. За время Второй мировой войны Бен Карлин побывал в Индии, Ираке, Персии, Палестине, Сирии и Италии. К концу боевых действий он был повышен до звания майора. К окончанию войны он познакомился с медсестрой Красного Креста, гражданкой США Элеонорой Арон (англ. Elinore Arone) из Бостона. После увольнения Карлина со службы в 1946 году они переехали в США в штат Мэриленд, где в июне 1948 года заключили брак.

## Кругосветное путешествие

### Замысел кругосветного путешествия
Ещё со времён военной службы Бен Карлин вынашивал планы о совершении кругосветного путешествия.

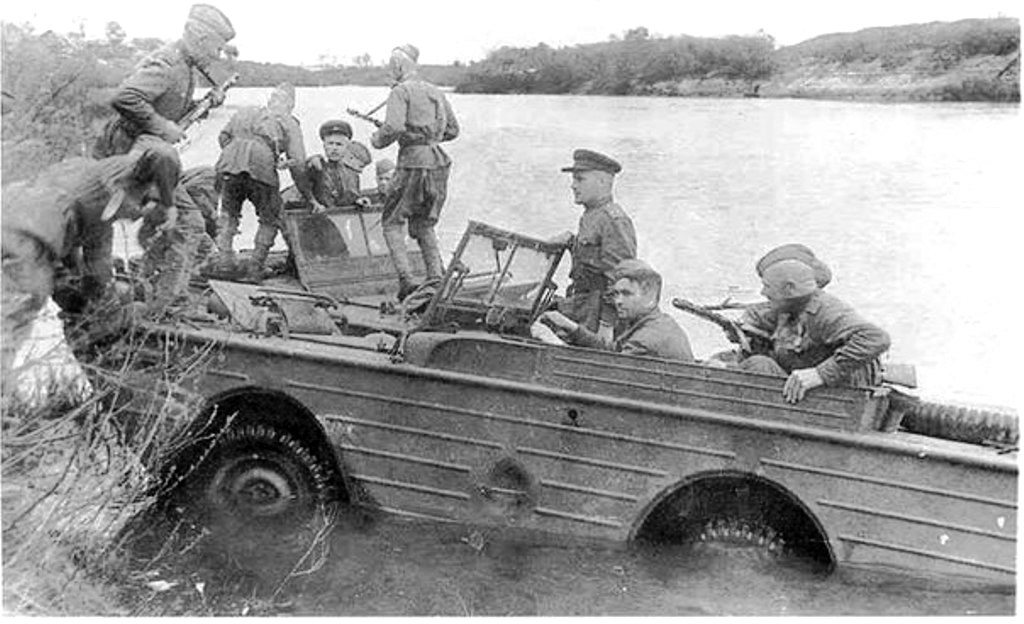
Ford GPA — амфибия использованная Беном Карлином для «Half-safe».
На фото солдаты Красной Армии при форсировании водной преграды, 1944 год.

В 1947 году правительство США сняло с вооружения армии амфибию Ford GPA. Поводом для снятия с вооружения стали отрицательные оценки, полученные от американских военных по практике её использования в годы Второй мировой войны. Амфибия была признана конструктивно неудачной и малопригодной для морского десантирования. Все амфибии данного типа, которые оставались на вооружении США, решением правительства были выставлены на аукцион для продажи гражданскому населению.
Бен Карлин решил, что Ford GPA является идеальной машиной, на которой можно было совершить кругосветное путешествие. На аукционе в Вашингтоне он приобрёл амфибию с серийным номером «1239» 1942 года выпуска за 901 доллар.
За финансовой поддержкой для осуществления кругосветного путешествия Бен Карлин обратился в корпорацию Ford, которая производила данные амфибии, но получил отказ. В итоге Карлин был вынужден на собственные средства провести работы по переоборудованию амфибии для дальних путешествий по морю.

### Переоборудование амфибии
Ford GPA являлась лёгкой амфибией, предназначенной для доставки по морю небольших групп военнослужащих (5—6 человек) с десантных кораблей на берег. Низкая осадка на плаву создавала угрозу перехлёстывания набегающими волнами. Значительный вес машины усложнял её выход на берег, а управляемость на морской воде была неудовлетворительной.
Карлину предстояло решить вопрос защиты внутреннего отсека от набегающих волн, которые могли затопить амфибию, перехлёстывая через борта. Для этого на базовой модели требовалось нарастить борта.
Карлин закрепил на корпусе амфибии кабину с остеклением по бортам и по носу. Покатый нос амфибии, который необходим был ей для плавного спуска в воду с рампы десантного корабля, ухудшал управляемость на воде и увеличивал сопротивление при движении. Для улучшения управляемости Карлин дорастил нос амфибии листовой конструкцией по типу корабельного форштевня. За счёт увеличения объёма в носовой части, был увеличен топливный бак до 200 галлонов (908 литров) с прежних 76 литров.
В амфибию была установлена двухъярусная койка, радиостанция, компас с самолёта и дополнительный судовой руль (на базовой модели поворот в воде осуществлялся за счёт большого угла поворота передних рулевых колёс).
Названием к судну Карлином была использована часть рекламного слогана производившегося в ту пору дезодоранта (англ. Don't be half-safe — use Arrid to be sure) — «Half-safe» (дословно — «полубезопасный»).

### Попытки пересечь Атлантику в 1948 году

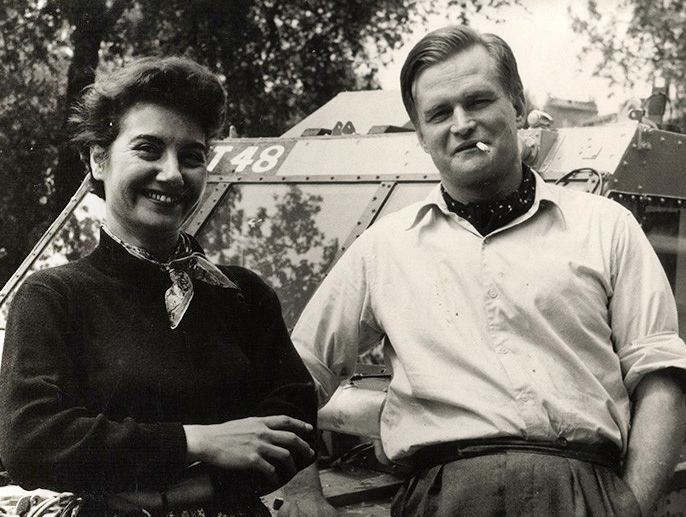
Бен Карлин и Элеонора на фоне «Half-Safe».

Начальной точкой своего путешествия Карлин с супругой Элеонорой выбрали Монреаль в Канаде. Стартовав из него в конце 1947 года, они по суше добрались до Нью-Йорка и планировали вплавь пересечь Атлантический океан и достигнуть побережья Англии.
Первый пробный спуск амфибии на воду произошёл в январе 1948 года.

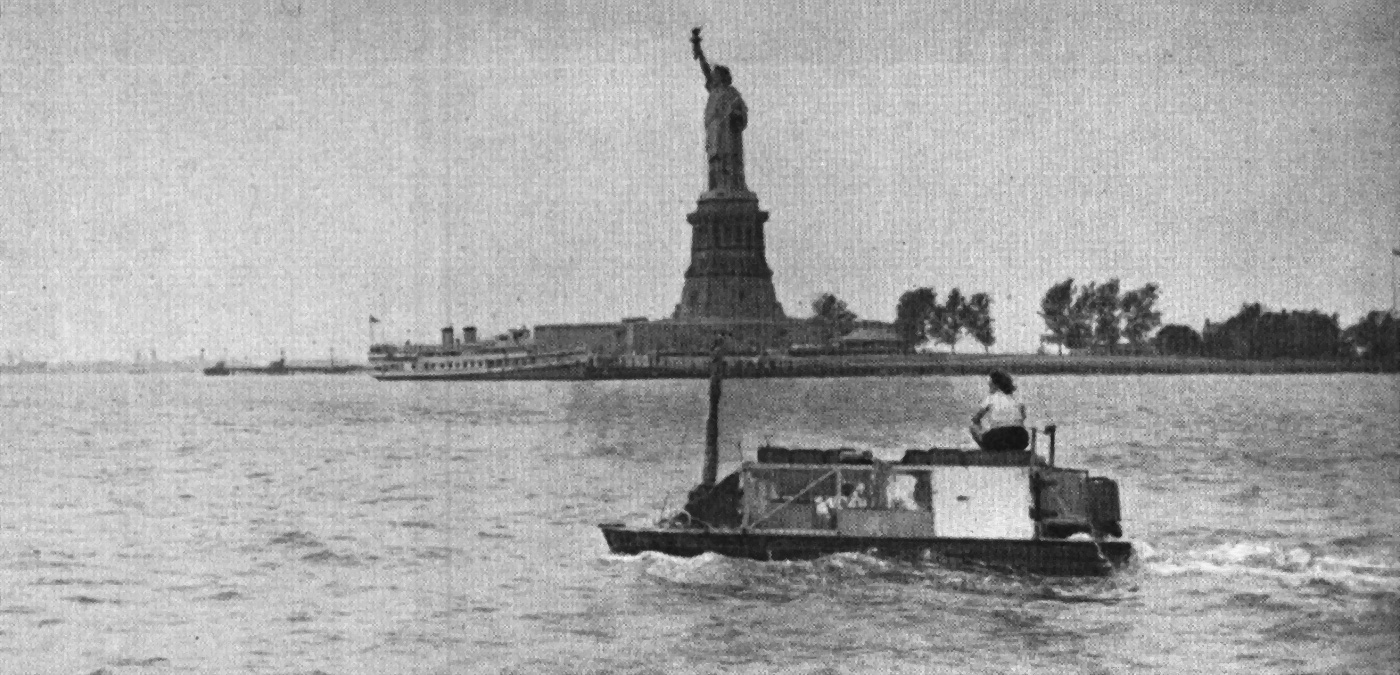
«Half-Safe» на фоне Статуи Свободы.
Нью-Йорк. 1948 год.

16 июня 1948 года Карлин и Элеонора отплыли из Нью-Йорка. Амфибия буксировала за собой резиновый понтон с 680 галлонами топлива (3087 литров) Первая попытка закончилась неудачей. Из-за поломки судового руля и обнаружившейся течи они были вынуждены вернуться через три дня обратно. 3 июля была предпринята вторая попытка, также закончившаяся неудачей по причине поступления воды в корпус амфибии от волн, захлестнувших выхлопную трубу двигателя.
7 августа 1948 года была предпринята третья попытка, которая закончилась через неделю плавания. Из-за проблем со смазкой гребного винта, его привод заклинило (расплавление подшипника). Неуправляемая амфибия в дрейфе отклонилась от маршрута на 300 миль севернее. По случайности амфибия была подобрана заметившим её экипажем канадского грузового корабля. Карлин решил отказаться от, по его мнению, бесполезной затеи с подобным путешествием, но капитан корабля убедил его закончить начатое. Корабль доставил амфибию с путешественниками в Монреаль.
Карлин устроился на работу в канадскую судоходную компанию и приступил к подготовке следующего путешествия.

### Попытка пересечь Атлантику в 1949 году
Летом 1949 года Бен Карлин с супругой начали четвёртую по счёту попытку преодолеть Атлантику. В качестве дополнительных топливных ёмкостей были взяты два буксируемых плавучих бака. Однако из-за сильного волнения моря, баки сталкивались между собой и один из них, дав течь, затонул. На обратной дороге в порт утонул второй бак. Элеонора убедила супруга не отчаиваться и попытаться ещё раз в следующем 1950 году.

### Пятая попытка пересечь Атлантику
В июле 1950 года Бен Карлин и его супруга предприняли пятую по счёту попытку преодолеть Атлантику.
На этот раз Карлин сконструировал новый буксируемый бак на 735 галлонов (3337 литров), что вместе с баком на амфибии дало суммарный запас в 935 галлонов (4245 литров).

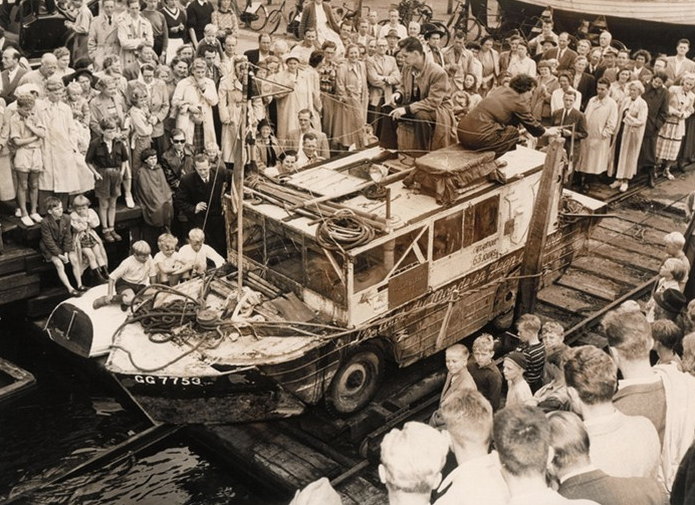
Супруги Карлин на «Half-Safe» по прибытии в Копенгаген.
Дания, 1951 год.

19 июля 1950 года амфибия выплыла из Галифакса (Канада) в направлении Азорских островов. Спустя 32 дня они добрались до острова Флориш, западной оконечности архипелага. От Флориша амфибия проследовала до Мадейры и далее до побережья Марокко. Далее следуя по суше амфибия добралась до Гибралтарского пролива. Преодолев его в середине апреля 1951 года вплавь, Бен Карлин с супругой проделали дальнейший путь по суше через ряд европейских стран. К 1 января 1952 года они прибывают в Англию, в Бирмингем, попутно преодолев вплавь пролив Ла-Манш.
Для продолжения дальнейшего путешествия требовалось проведение большого объёма технических работ над амфибией, а также финансовое обеспечение. Бен Карлин сделал перерыв на два с половиной года, устроился на работу и начал писать первую часть книги о путешествии через Атлантику «Half-life. Через Атлантику на джипе» (англ. Half-life. Across the Atlantic by jeep). Книга была издана тиражом в 32 000 экземпляра и переведена на пять языков.

### Из Европы в Азию
В начале 1955 года Бен Карлин и Элеонора выехали из Англии и, преодолев вплавь Ла-Манш, въехали во Францию.
Следуя далее через Швейцарию, Италию, Югославию и Грецию, они добрались до Турции. Преодолев Босфор и оказавшись в Азии, они по суше проследовали по территории Сирии, Иордании, Ирака, Ирана, Пакистана, Индии и достигли Калькутты на побережье Бенгальского залива.
В Калькутте Элеонора решила, что не в состоянии продолжать дальнейшее утомительное путешествие, и отправилась домой в Бостон. При этом она подала на развод.

### Австралийское турне
Для решения финансовых проблем Бен Карлин решил посетить Австралию и встретиться с семьёй, с которой не виделся 16 лет. Ввиду высоких цен на бензин и финансовых проблем, он отказался от варианта вплавь добираться до Австралии. Амфибия была погружена на пароход и перевезена в Австралию. Путешествие амфибии по Австралии началось в октябре 1955 года. Карлин посетил родной Перт. Далее он посетил такие крупные города, как Аделаида, Брисбен, Мельбурн и Сидней.

### Из Азии в Америку
В январе 1956 года Бен Карлин также на пароходе перевёз амфибию обратно в Калькутту для продолжения кругосветного путешествия. В одиночку он совершил плавание из Калькутты через воды Бенгальского залива до порта Акьяб в Бирме.
Карлин нуждался в помощнике для дальнейшего путешествия, и на его обращение откликнулся австралийский путешественник Барри Хэнли (англ. Barry Hanley). С ним он встретился в Акьябе в Бирме в конце февраля 1956 года.
Преодолев дороги в горной местности, к 11 марта они прибыли в Рангун.
Далее они по суше доехали до территории Таиланда и посетили Бангкок. Затем они проследовали по территории Вьетнама до Сайгона. Через воды Южно-Китайского моря в начале мая Карлин и Хэнли доплыли до Гонконга. К началу июня 1956 года амфибия вплавь добралась до Тайваня. Посетив острова Окинава и Рюкю, Бен Карлин на амфибии вплавь добрался до острова Кюсю, а затем — до Хонсю и по суше к началу июля приехал в Токио.

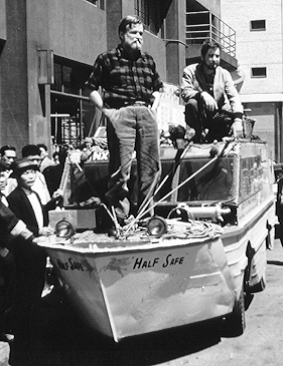
Бен Карлин на «Half-Safe».
Хорошо заметен накладной нос на кузове.
Токио. 1956 год.

В Токио Карлин в очередной раз устроил длительный технический перерыв для ремонта амфибии, а Барри Хэнли вернулся домой.
1 мая 1957 года Бен Карлин приступил к последнему морскому участку кругосветного путешествия через воды Тихого океана. На этот раз его напарником стал журналист Бой Лафайет де Менте (англ. Boye Lafayette De Mente). По суше они добрались до пролива, отделяющего острова Хонсю и Хоккайдо. В Сангарском проливе амфибия столкнулась с подводными скалами и дала течь.
К 12 мая амфибия достигла самого северного японского города Вакканай. Дальнейшим пунктом был остров Симия из группы Алеутских островов. По пути к острову Симия Бен Карлин сделал крюк в западном направлении и посетил советский город Петропавловск-Камчатский.
К 8 июля Карлин достиг острова Симия. Далее вдоль цепи Алеутских островов амфибия вплавь проследовала до города Колд-Бей и к концу августа 1957 года по суше до города Хомер. После Хомера амфибия проследовала в Анкоридж, где Лафайет де Менте покинул Бена Карлина, который продолжил дальнейшее путешествие в одиночку. Преодолев по суше западную часть Канады, он к началу ноября 1957 года добрался до Сиэтла. Там он встретился с супругой, которую не видел два года.
Заключительный сухопутный участок кругосветного путешествия проходил через США на север Канады.
10 мая 1958 года Бен Карлин прибыл в Торонто. 12 мая прибыл в Монреаль где и завершилось кругосветное путешествие, начатое 10 лет назад.
За это время Бен Карлин преодолел по морю 17 780 километров и 62 744 километров по суше. Маршрут путешествия проходил через территорию 38 государств и моря трёх океанов.
Затраты на путешествие составили около 35 000 долларов.

## После путешествия
После завершения путешествия амфибия осталась в США в собственности Джорджа Калимера (англ. George Calimer), друга Карлина, который был совладельцем транспортного средства.
Карлин в 1963 году женился в третий раз на гражданке США Синтии Хендерсон (англ. Cynthia Henderson). В марте 1964 года у них родилась дочь Дейдра Скотт Карлин (англ. Deirdre Scott Carlin). Брак вскоре распался.
Бен Карлин остался в стране на срок, заключённый контрактом для проведения лекций, после чего вернулся в Перт в Австралии, в котором окончил школу.
Бенджамин Карлин умер в Перте в марте 1981 года от сердечного приступа. Его вторая жена Элеонора, с которой он совершил первую половину кругосветного путешествия, умерла в 1996 году в Нью-Йорке.
Карлин завещал свою долю на владение амфибией своей школе Гилфорд.
Фонд школы Гилфорда впоследствии выкупил оставшуюся долю владения на амфибию у Джорджа Калимеро, после чего она была перевезена на территорию учебного заведения в Гилдфорд и выставлена как почётный экспонат.